# Óscar Chávez

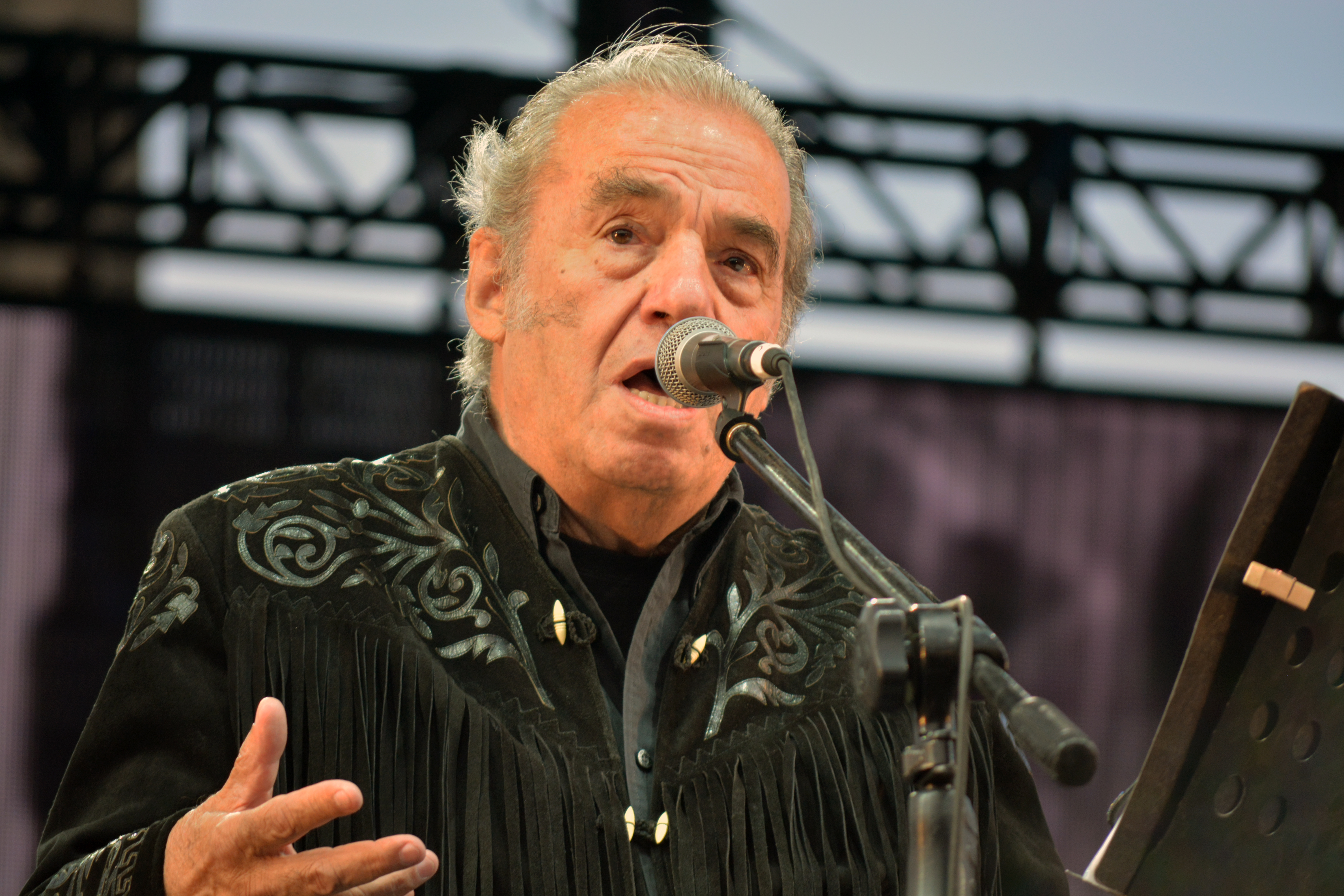
Óscar Chávez, 2016

Óscar Chávez Fernandez (* 20. März 1935 in Mexiko-Stadt; † 30. April 2020 ebenda) war ein mexikanischer Schauspieler und Sänger.

## Leben
Chávez studierte Schauspiel an der Escuela de Arte Teatral des Instituto Nacional de Bellas Artes, an der Theaterakademie von Seki Sano und am Teatro de la Universidad. Er hatte Rollen in mehreren Kinofilmen und Fernsehserien. Bei Radio Universidad wirkte er an mehr als 200 Hörspielen als Schauspieler, Sänger und Regisseur mit. Seine Diskographie enthält mehr als 50 Titel. Bekannt wurde er vor allem als Interpret mexikanischer Folklore, politischer Protestsongs (La Casita) und Satiren. Er unterstützte musikalisch die Zapatistische Armee der Nationalen Befreiung (EZLN). 
Er starb am 30. April 2020 an den Folgen einer SARS-CoV-2-Infektion.